# The Best of Mandy Moore
Pour les articles homonymes, voir Best of.
The Best Of Mandy Moore est la première compilation de la chanteuse américaine Mandy Moore, sortie le 16 novembre 2004.
La compilation comprend les singles extraits de ses quatre premiers albums : So Real (1999), I Wanna Be With You (2000), Mandy Moore (2001) et Coverage (2003). Elle est aussi agrémentée de bandes originales de films telles que : I Wanna Be With You extrait de Danse ta vie en 2000, Cry et Only Hope pour Le Temps d'un automne en 2002, Top Of The World issu de Stuart Little 2 en 2002 et Secret Love qui illustre Le Sourire de Mona Lisa en 2003.

## Track listing
| 1.    | Candy (Extrait de l'album So Real, 1999)                                          | Jive Jones, Tony Battaglia, Shaun Fisher | 3:54 |
| 2.    | Walk Me Home (Extrait de l'album So Real, 1999)                                   | Tony Battaglia, Shaun Fisher             | 4:22 |
| 3.    | So Real (Extrait de l'album So Real, 1999)                                        |                                          | 3:50 |
| 4.    | I Wanna Be With You (Extrait de la bande originale du film Danse ta vie, 2000)    | Keith Thomas                             | 4:13 |
| 5.    | In My Pocket (Extrait de l'album Mandy Moore, 2001)                               | Kenny Gioia, Shep Goodman, James Renald  | 3:39 |
| 6.    | Crush (Extrait de l'album Mandy Moore, 2001)                                      | Kenny Gioia, Shep Goodman, James Renald  | 3:42 |
| 7.    | Cry (Extrait de la bande originale du film Le Temps d'un automne, 2002)           | James Renald                             | 3:43 |
| 8.    | Only Hope (Extrait de la bande originale du film Le Temps d'un automne, 2002)     | Jon Foreman                              | 3:54 |
| 9.    | Have A Little Faith In Me (Extrait de l'album Coverage, 2003)                     | John Fields                              | 4:04 |
| 10.   | Can We Still Be Friends (Extrait de l'album Coverage, 2003)                       | John Fields                              | 3:38 |
| 11.   | Senses Working Overtime (Extrait de l'album Coverage, 2003)                       | John Fields                              | 4:08 |
| 12.   | I Feel The Earth Move (Extrait de l'album Coverage, 2003)                         | John Fields                              | 3:08 |
| 13.   | Top Of The World (Extrait de la bande originale du film Stuart Little 2, 2002)    |                                          | 3:23 |
| 14.   | Secret Love (Extrait de la bande originale du film Le Sourire de Mona Lisa, 2003) |                                          | 3:40 |
| 53:16 |                                                                                   |                                          |      |

### Deluxe edition with bonus DVD
- 14 track album plus music videos

1. "Candy"
2. "Walk Me Home"
3. "So Real"
4. "I Wanna Be With You"
5. "In My Pocket"
6. "Crush"
7. "Cry"
8. "Have A Little Faith In Me"

- Lives issu des AOL Sessions

1. "Moonshadow"
2. "Senses Working Overtime"
3. "Drop The Pilot"
4. "Have A Little Faith In Me"